# Alexandre Licata
 (novembre 2013).
Si vous disposez d'ouvrages ou d'articles de référence ou si vous connaissez des sites web de qualité traitant du thème abordé ici, merci de compléter l'article en donnant les références utiles à sa vérifiabilité et en les liant à la section « Notes et références ».
Pour les articles homonymes, voir Licata.
Alexandre Licata, né le 2 janvier 1984 à Grenoble dans le département de l'Isère, est un footballeur français. Il évolue au poste d'attaquant durant les années 2000.
Formé au Grenoble Foot 38, il évolue notamment ensuite au CS Louhans-Cuiseaux, à l'AS Monaco et au SC Bastia. Le 1er juin 2012, il met un terme à sa carrière en raison d'une grave blessure à la cheville.

## Biographie
Né à Grenoble, Licata est formé dans le club de sa ville natale. Après une saison avec la réserve du club, il s'engage avec le LOSC mais joue avec l'équipe B. Après une année à Lille, Licata rejoint le club du CS Louhans-Cuiseaux, alors en CFA. Bien que blessé la moitié de la saison, il inscrit dix buts et contribue fortement à la remontée du club bressan en National. Il commence la saison suivante en marquant dix réalisations supplémentaires, ce qui suscite l'intérêt de l'AS Monaco, au sein de laquelle il signe en janvier 2006. Il ne dispute cependant aucun match avec l'équipe première.
En décembre 2006, il est prêté jusqu’à la fin de la saison au FC Gueugnon, formation de Ligue 2, mais joue peu en raison d'une blessure. De retour à l'AS Monaco, il est à nouveau prêté au SC Bastia en Ligue 2. Il inscrit son premier but pour le club bastiais le 14 septembre à Libourne Saint-Seurin. Après une bonne saison en Corse, Licata est de nouveau de retour à Monaco pour la saison 2008-2009. Il marque neuf buts avec Monaco mais est victime d'une grave blessure à la cheville en mars.
En juin 2009, il signe un contrat de quatre ans en faveur de l'AJ Auxerre. Blessé lors de son arrivée, il ne joue aucun match en équipe première durant les trois saisons suivantes et met finalement un terme à sa carrière le 1er juin 2012.

## Statistiques
| Saison                | Club                  | Championnat           | Championnat | Championnat | Coupe nationale | Coupe nationale | Coupe de la Ligue | Coupe de la Ligue | Total | Total |
| Saison                | Club                  | Division              | M.          | B.          | M.              | B.              | M.                | B.                | M.    | B.    |
| 2004-2005             | CS Louhans-Cuiseaux   | CFA                   | 18          | 10          | -               | -               | -                 | -                 | 18    | 10    |
| juil.-janv. 2005-2006 | CS Louhans-Cuiseaux   | National              | 20          | 10          | 3               | 1               | -                 | -                 | 23    | 11    |
| janv.-juin 2005-2006  | AS Monaco             | Ligue 1               | -           | -           | -               | -               | -                 | -                 | 0     | 0     |
| juil.-janv. 2006-2007 | AS Monaco             | Ligue 1               | -           | -           | -               | -               | -                 | -                 | 0     | 0     |
| janv.-juin 2006-2007  | FC Gueugnon (prêt)    | Ligue 2               | 5           | 2           | -               | -               | -                 | -                 | 5     | 2     |
| 2007-2008             | SC Bastia (prêt)      | Ligue 2               | 26          | 4           | 5               | 1               | 1                 | 0                 | 32    | 5     |
| 2008-2009             | AS Monaco             | Ligue 1               | 20          | 7           | 3               | 2               | -                 | -                 | 23    | 9     |
| Total sur la carrière | Total sur la carrière | Total sur la carrière | 89          | 33          | 11              | 4               | 1                 | 0                 | 101   | 37    |

## Palmarès
- Champion de France de CFA (Groupe B) en 2005
- Il reçoit le trophée METRO du meilleur joueur de l’AS Monaco FC pour le mois de novembre 2008 et pour le mois de janvier 2009.

## Bilan
- Ligue 1 : 23 matches / 9 buts
- Ligue 2 : 31 matches / 6 buts
- National : 20 matches / 10 buts
- CFA : 74 matches / 21 buts